# Gunsan
Gunsan (kor. 군산시) – miasto w Korei Południowej, w prowincji Jeolla Północna. W 2001 liczyło 277 491 mieszkańców.

## Miasta partnerskie
- Stany Zjednoczone: Tacoma
- Kanada: Windsor